# Чередниченко Іван Антонович
Іва́н Анто́нович Чередниче́нко (нар. 10 вересня 1910 — пом. 27 березня 1945) — радянський військовик часів Другої світової війни, заступник командира 369-го стрілецького полку з політичної частини 212-ї стрілецької дивізії (61-а армія), майор. Герой Радянського Союзу (1945).

## Життєпис
Народився 10 вересня 1910 року в селі Піщаний Брід, нині Олександрійського району Кіровоградської області, в бідній селянській родині. Українець. Після закінчення 7 класів працював у каменярні. У 1933 році переїхав до Ленінграда, а згодом — в Іваново.
До лав РСЧА призваний в листопаді 1933 року. Проходив службу на Далекому Сході. 1938 року закінчив військово-політичні курси. Член ВКП(б) з 1939 року.
Учасник німецько-радянської війни з 6 серпня 1941 року. Воював на Західному, 1-у Прибалтійському і 2-у Білоруському фронтах. Чотири рази був поранений.
18 листопада 1941 року, поблизу села Малєєво Каширського району Московської області, комісар 8-ї батареї 3-го дивізіону 112-го артилерійського полку 112-ї танкової дивізії політрук І. А. Чередниченко вогнем з ручного кулемета збив ворожий літак, 2 мінометних точки і кілька автоматників. Ведучи вогонь по ДЗОТу, був поранений, але поле бою не залишив.
Навесні 1942 року призначений заступником командира 1322-го стрілецького полку з політичної частини 413-ї стрілецької дивізії. В березні 1943 року майор І. А. Чередниченко, коли під час бою командир полку вибув зі строю, перебрав командування на себе, захопив безіменну висоту й вміло керував створенням оборони на ній. Під його командуванням полк визволив кілька сел, доки 12 березня 1943 року не був поранений у бою.
В липні 1943 року майор І. А. Чередниченко призначений на посаду заступника командира 369-го стрілецького полку з політичної частини 212-ї стрілецької дивізії. Під час бойових дій на ризькому напрямку у вересні 1944 року весь час перебував у бойових порядках підрозділів полку. 23 вересня під час наступу ворожої піхоти при підтримці танків, коли загинув командир 2-го стрілецького батальйону, майор Чередниченко зупинив паніку в батальйоні, привів особовий склад батальйону до ладу й відбив 13 контратак супротивника, утримавши таким чином важливий плацдарм для подальшого наступу.
Особливо відзначився під час боїв по прориву ворожої оборони на річці Вісла південніше Варшави (Польща) і при подальшому переслідуванні супротивника, що відступав. Відіграв значну роль у взятті міст Варка і Арнсвальде. Коли 369-й стрілецький полк опинився в оточенні поблизу Шлагентіна, майор Чередніченко організував бій в оточенні й вихід полку у вказаний командуванням район. В боях за місто Альтдамм, коли полк діяв на вістрі наступу дивізії, брав особисту участь в штурмі міста.
27 березня 1945 року в бою за знищення ворожого плацдарму на східному березі Одера в районі Швабаха загинув.
Похований на міжнародному цвинтарі по вулиці Реймонта в передмісті Старгарда Західнопоморського воєводства Польщі.

## Нагороди
Указом Президії Верховної Ради СРСР від 15 травня 1946 року за зразкове виконання бойових завдань командування на фронті боротьби з німецькими загарбниками та виявлені при цьому відвагу і героїзм, майорові Чередниченку Івану Антоновичу присвоєне звання Героя Радянського Союзу (посмертно).
Також був нагороджений двома орденами Червоного Прапора (31.01.1942, 02.04.1943), орденами Богдана Хмельницького 2-го ступеня (31.05.1945), Вітчизняної війни 1-го ступеня (31.10.1944) і медалями.